# マルティン・マカッチョン

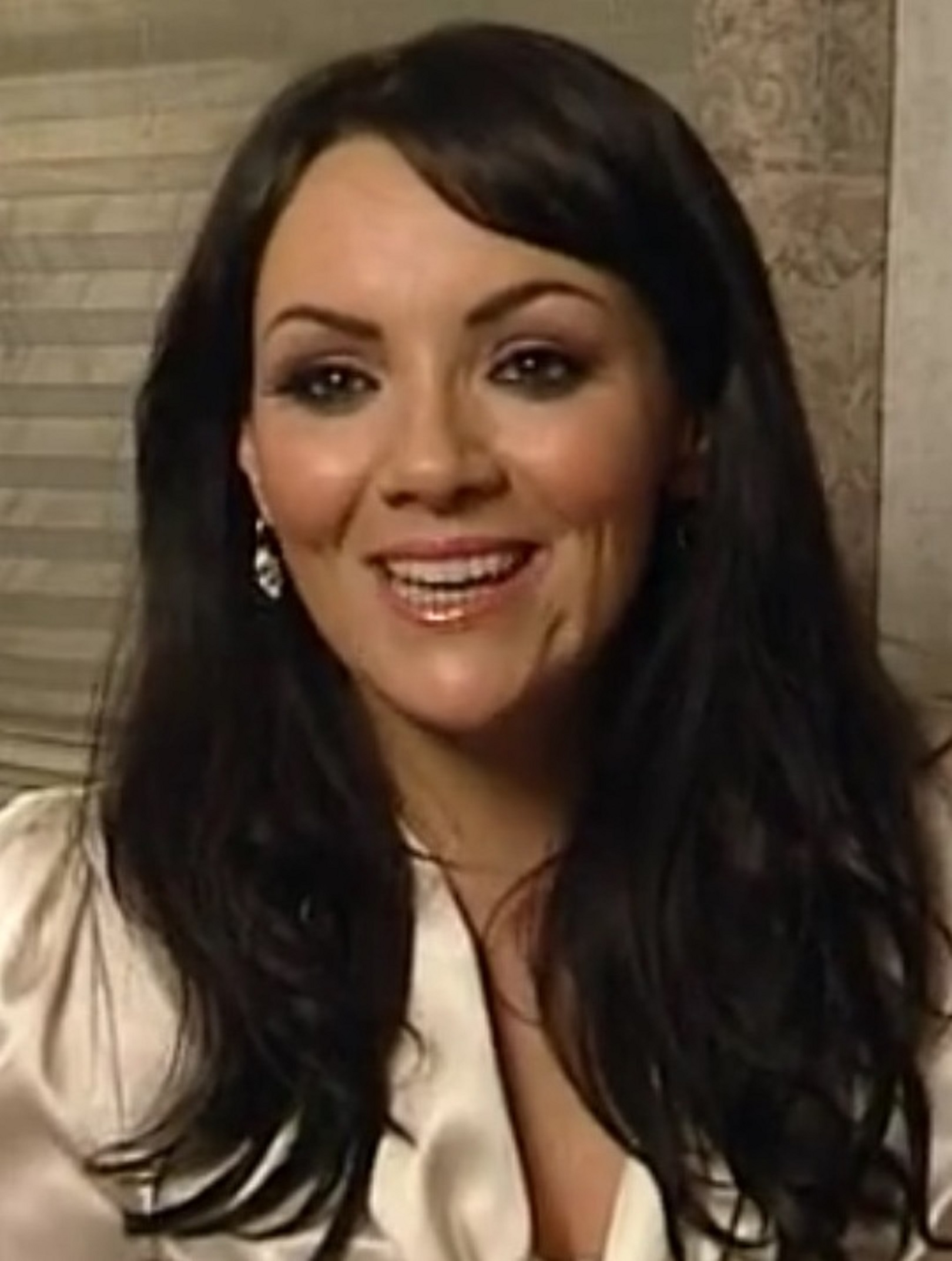
マルティン・マカッチョン

マルティン・マカッチョン（Martine Mccutcheon、本名：Martine Kimberley Sherri Ponting、1976年5月14日 - ）は、イギリス・ロンドン出身の女優・歌手。

## 略歴
子供の頃から広告やテレビ番組に顔を出していた。15歳よりバンドに参加し、音楽活動を始めた。
1995年より、イギリスの長寿テレビシリーズ'Eastenders' にレギュラー出演した。また、『マイ・フェア・レディ』などのミュージカルにも出演している。『ラブ・アクチュアリー』ではイギリス首相と恋に落ちるナタリーを演じている。
歌手としては5枚のシングルと3枚のアルバムを発表している。

## 主な出演作品
- キス★キス★バン★バン Kiss Kiss (Bang Bang)  (2000)
- ラブ・アクチュアリー Love Actually  (2003)
- レッド・ノーズ・デイ・アクチュアリー Red Nose Day Actually（2017年）